# Durencuse
La Durencuse est une rivière française du département Tarn de la région Occitanie et un affluent de la Durenque, c'est-à-dire un sous-affluent de la Garonne par l'Agout et le Tarn.

## Géographie
D'une longueur de 17,7 kilomètres, la Durencuse prend sa source sur la commune de Le Bez à l'altitude 770 mètres, près du col de Fauredon. Dans sa partie haute, il s'appelle aussi le ruisseau de la Resse.
Il coule globalement de l'est vers l'ouest en faisant un arc sommet orienté au nord.
Il conflue sur la commune de Boissezon, à l'altitude 258 mètres, au nord d'une boucle de la Durenque au lieu-dit le Planiel.

### Communes et cantons traversés
Dans le seul département du Tarn, la Durencuse traverse cinq communes et trois cantons :
- dans le sens amont vers aval : Le Bez (source), Cambounès, Saint-Salvy-de-la-Balme, Noailhac, Boissezon (confluence).

Soit en termes de cantons, la Durencuse prend source dans le canton de Brassac, traverse le canton de Mazamet-Nord-Est, conflue dans le canton de Labruguière.

## Affluents
La Durencuse a huit affluents référencés dont :
- le ruisseau de Chabbert (rd) 3,2 km, sur les deux communes de Cambounès et Saint-Salvy-de-la-Balme.

Sans sous affluent, son rang de Strahler est donc de deux.

## Aménagements
La Durencuse passe au lieu-dit le Moulin du Merle sur la commune du Bez.